# Lee Bowyer
Lee David Bowyer (* 3. Januar 1977 in Newham, London) ist ein ehemaliger englischer Fußballspieler und aktueller -trainer.
Der bei Charlton Athletic ausgebildete, zwar schmächtig gebaute, aber zweikampfstarke Mittelfeldspieler hatte seine sportlich beste Zeit zwischen 1996 und 2003 bei Leeds United und stand zuletzt bei Ipswich Town unter Vertrag. Obwohl er bereits in jungen Jahren als hochtalentiert galt und die englische U-21-Auswahl zeitweise als Kapitän anführte, kam er in der A-Nationalmannschaft nur zu einem einzigen Länderspiel. Bowyer hat die meisten gelben Karten in der Geschichte der Premier League angesammelt und machte auch wiederholt außerhalb des Platzes durch unter anderem rassistisch motiviertes Verhalten negativ von sich reden.

## Profikarriere

### Im Verein

#### Ausbildung: FC Senrab & Charlton Athletic (bis 1996)
Bowyer wuchs im Londoner East End auf und erbte die Fußballbegeisterung von seinem Vater, der ihn früh zu den Heimspielen von West Ham United in den Upton Park mitnahm – sein frühes Kindheitsidol war Billy Bonds. Die Grundlagen für das eigene Spiel und speziell das Fundament für die Zweikampfhärte im Mittelfeldspiel legte Bowyer bei dem kleinen Klub Senrab FC, benannt nach der Senrab Street im Stadtteil Stepney. In dieser unscheinbaren „Kaderschmiede“ reiften auch Spieler wie John Terry, Sol Campbell, Jermain Defoe, Ledley King und Bobby Zamora. Dort wurde er schließlich von Talentscouts entdeckt, aber – wie ehemals sein Vorbild Billy Bonds – standen diese in Diensten von Charlton Athletic und nicht wie ersehnt von West Ham United.
Er durchlief das Ausbildungsprogramm der „Addicks“ erfolgreich und erhielt in der Saison 1994/95 – ein Jahr früher als üblich – seinen ersten Profivertrag. Dem Debüt in der ersten Mannschaft im Ligapokal gegen Swindon Town folgte in der anschließenden Woche der erste Zweitligaeinsatz im Heimspiel gegen den FC Watford. In der folgenden Spielzeit 1995/96 gelang ihm der sportliche Durchbruch. Dabei war weniger die Tatsache ungewöhnlich, dass er sich auf Anhieb einen Stammplatz eroberte, sondern vielmehr beeindruckte er mit einer für sein Alter sehr reif wirkenden Ballkontrolle, Zweikampfstärke und Spielübersicht im Mittelfeld. Damit weckte er nicht nur das Interesse der Verantwortlichen der englischen U-21-Auswahl, sondern veranlasste Leeds-United-Trainer Howard Wilkinson dazu, im Sommer 1996 die Ablösesumme von 2,8 Millionen Pfund für Bowyers Transfer an die Elland Road auf den Tisch zu legen; so viel hatte zuvor im britischen Fußball noch kein Verein für einen Teenager gezahlt.

#### Sportliche Hochphase: Leeds United (1996–2003)
Bei seinem neuen Verein fügte sich Bowyer mit guten Leistungen ein, schoss direkt am ersten Spieltag ein Tor gegen Derby County (3:3), bevor ihn bei seinem fünften Einsatz gegen Manchester United (0:4) der Ball derart unglücklich im Gesicht traf, dass er zeitweise das Sehvermögen auf seinem rechten Auge verlor. Nach zweimonatiger Pause kehrte er unter dem neuen Trainer George Graham ohne eine dauerhafte Schädigung zurück und erwies sich in den verbleibenden Partien als zentraler Bestandteil im Mittelfeldspiel von Leeds. Zu Beginn seiner zweiten Saison 1997/98 hatte Bowyer erstmals mit sportlichen Rückschlägen zu kämpfen, fehlte in den ersten Partien und war auch nach der Rückkehr in die Mannschaft hinter den neu verpflichteten Alf-Inge Haaland und David Hopkin nur Ergänzungsspieler. Erst im März 1998 kämpfte er sich an der Seite von deutlich erfahreneren Mitspielern mit herausragenden Vorstellungen gegen Tottenham Hotspur, die Blackburn Rovers und Derby County in die Stammformation zurück und beendete auf diese Weise Pressespekulationen über einen möglicherweise bevorstehenden Wechsel.
In der Saison 1998/99 eroberte sich Bowyer seinen Stammplatz von Hopkin zurück und zeigte sich als „Mittelfeldmotor“ und „Allrounder“ torgefährlich. Wenngleich ihm seine aggressive Defensivarbeit eine große Anzahl an Verwarnungskarten einbrachte, zählte er damit am Ende der Spielzeit zu den Nominierten in der Jungprofi-Kategorie zu Englands Fußballer des Jahres – Gewinner war hier schließlich der Franzose Nicolas Anelka. Sportlich gesehen ließ sich Bowyer um die Jahrtausendwende die zahlreichen Probleme, die ihn in den öffentlichen Fokus und in den Gerichtssaal zerrten, wenig anmerken. Zwischen 1999 und 2001 erreichte er fußballerisch seinen Zenit, wobei er zunächst in der Saison 1999/2000 sowohl an der Champions-League-Qualifikation als auch mit fünf Toren zum Halbfinaleinzug im UEFA-Pokal großen Anteil hatte. In der „europäischen Königsklasse“ angekommen, übertraf Bowyer in der Saison 2000/01 die Vorjahresleistungen dort noch einmal und schoss in 15 Champions-League-Partien sechs Tore – besondere Beachtung fand hier sein Weitschusstreffer zum 1:0-Heimsieg in der ersten Gruppenphase gegen den AC Mailand. Mit dem Erreichen des Semifinals und insgesamt 15 Toren aus 54 Pflichtspielen war dies das wohl beste Jahr in der Karriere von Lee Bowyer.
Trotz einer Verletzung, die ihn im Herbst 2001 einige Spiele pausieren ließ, blieb Bowyer ein Schlüsselspieler im Mittelfeld von Leeds United, wenngleich die großen sportlichen Erfolge – auch bedingt durch die verpasste Champions-League-Qualifikation im Vorjahr und dem daraus resultierenden Sparkurs des Vereins – nun ausblieben. Nach seinem Freispruch im Gerichtsverfahren in der „Prügel-Affäre“ Anfang des Jahres, bei der ein asiatischer Student in einem Nachtklub in Leeds schwer zu Schaden gekommen war, weigerte sich Bowyer eine vereinsinterne Strafsumme zu zahlen – Gegenstand war hier weniger der Vorfall selber, sondern die nächtliche Aktivität und Trunkenheit an sich. Daraufhin setzte ihn der Klub auf die Transferliste, entfernte ihn jedoch wieder davon, als Bowyer einlenkte. Zu einer weiteren Vertragsverlängerung kam es hingegen nicht mehr. Vielmehr pokerte Bowyer bei einem möglichen Wechsel zum FC Liverpool, der dann – Leeds United hatte die Ablösesumme von neun Millionen Pfund bereits akzeptiert – nach intensiven Gesprächen im Juli 2002 aber an dem Veto des dort tätigen Trainers Gérard Houllier scheiterte. Obwohl sich Bowyers Zeit in Leeds nun offensichtlich dem Ende entgegen neigte, ging er dort in die nächste Saison 2002/03 und zeigte sich mit zwei Toren in den ersten vier Spielen unverändert „motiviert“. Als sich dann zur Jahreswende Abstiegskandidat West Ham United an einer Verpflichtung interessiert zeigte, wechselte Bowyer im Januar 2003 zu dem Klub, dem er in frühester Kindheit angehangen hatte.

#### Stagnation: West Ham United/Newcastle United (2003–2009)

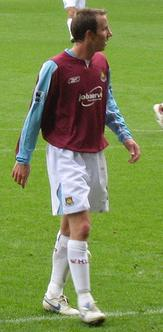
Lee Bowyer im Dress von West Ham United (2006).

Die Ablösesumme betrug für West Ham United lediglich 100.000 Pfund und da die finanzielle Hauptbelastung in den hohen Gehaltszahlungen für Bowyer lag, hatte der Vertrag zunächst nur eine fixe Laufzeit bis zum Abschluss der Spielzeit 2002/03. Das Debüt verzögerte sich verletzungsbedingt um einen Monat und nach seinem Einstand gegen Newcastle United bestritt er zehn weitere Pflichtspiele – statt im Zentrum zumeist auf der Außenbahn –, bevor Knieprobleme für sein vorzeitiges Saisonende sorgten. West Ham stieg in die Zweitklassigkeit ab und so entschloss sich der Verein im Mai 2003 aufgrund der hohen Personalkosten für Bowyer die Option einer Vertragsverlängerung nicht zu ziehen.
Ablösefrei ging er zu Beginn der Spielzeit 2003/04 zu Newcastle United, wo ihn erneut diverse Blessuren ereilten. War er nach mehr oder weniger verpasster Saisonvorbereitung infolge seiner Fußoperation noch rechtzeitig fit geworden, so sorgten Probleme an der Hüfte ab November 2003 für eine weitere dreimonatige Zwangspause. Auch bei den „Magpies“ war er nun häufiger auf der rechten Außenbahn statt im Mittelfeldzentrum zu finden und seine beiden einzigen Saisontreffer erzielte er zum Schluss in zwei aufeinander folgenden Begegnungen innerhalb einer halben Woche. Die wohl auf konstantem Niveau besten Leistungen seit seiner Zeit in Leeds folgten schließlich in der Saison 2004/05. Erneut machte er speziell auf europäischer Bühne im UEFA-Pokal auf sich aufmerksam und schoss bei seinen neun Auftritten drei Tore. In besonderem Maße ist hier sein 2:1-Siegtreffer in der 82. Spielminute gegen den SC Heerenveen zu nennen. Dass er vier Minuten danach vom Platz gestellt wurde, demonstrierte in gewisser Weise ideal die „Kehrseite der Medaille“, denn in dieser Spielzeit sah Bowyer gleich dreimal die rote Karte. Dazu zählte eine Hinausstellung nach handgreiflichen Szenen mit Kieron Dyer auf dem Platz – Dyer war sein eigener Mitspieler. Nach einem gescheiterten Wechselvorhaben im Sommer 2005 zu Birmingham City ging Bowyer in seine letzte Saison 2005/06 für Newcastle United. Nach einem Tor im UI-Cup gegen Deportivo La Coruña (1:2) zog er sich in der Ligapartie gegen Wigan Athletic eine Knieverletzung zu. Danach konnte er sich bis zur Schlussphase keinen Stammplatz mehr erarbeiten und verpasste nach weiteren Problemen am Knie die letzten vier Saisonpartien vollständig.
Ein weiteres Mal zog es Bowyer im Juni 2006 zu dem mittlerweile wieder erstklassigen Heimatverein West Ham United. Sein Einstand beim 3:1-Sieg gegen Charlton Athletic fand große Beachtung, da er alle drei Treffer vorbereitete und ein eigener Torerfolg nur knapp am Pfosten scheiterte. Weitere vielversprechende Auftritte wurden dann erneut durch Verletzungen unterbrochen. Besonders seine am Neujahrstag 2007 ausgekugelte Schulter machten eine zweimonatige Pause notwendig und auch nach seiner Rückkehr spielte Bowyer keine entscheidende Rolle mehr im Team. Im August 2007 schoss Bowyer gegen Wigan Athletic (1:1) sein erstes Tor für die „Hammers“ und demonstrierte gute Leistungen auf der rechten Seite – herausragend seine Vorstellung beim 5:0-Auswärtssieg gegen Derby County mit zwei eigenen Toren. Eine Leistenverletzung war anschließend aber dafür verantwortlich, dass Bowyer vor allem nach einem letzten Auftritt im Februar 2008 gegen Birmingham City keine weitere Partie mehr in der Saison bestritt. Es folgten nur noch sieben weitere Pflichtspiele im Jahr 2008 für Bowyer und zum Jahreswechsel einigte man sich mit dem Zweitligisten und Aufstiegsaspiranten Birmingham City auf ein Leihgeschäft bis zum Ende der Saison 2008/09.

#### Comeback: Birmingham City (2009–2011)

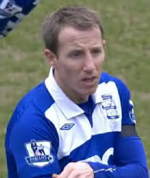
Lee Bowyer als Spieler von Birmingham City (Februar 2010).

Bei seinem Einstand für die „Blues“ setzte er am 17. Januar 2009 mit dem Ausgleichstreffer gegen Cardiff City zum 1:1 in der vierten Minute der Nachspielzeit ein erstes Ausrufezeichen und mit seiner kämpferischen Einstellung war er im letztlich erfolgreichen Aufstiegskampf – Birmingham City gewann die Zweitligavizemeisterschaft und stieg damit in die Premier League auf – Vorbild für seine Kollegen. Wenngleich die Saison mit einer roten Karte gegen Preston North End endete, bot ihm sein neuer Verein einen neuen Zweijahresvertrag an, so dass Bowyer im Juli endgültig und ablösefrei nach Birmingham wechselte. Dass die Blues in der Saison 2009/10 das Ziel des Klassenerhalts schnell nach oben korrigieren konnten, war ebenso in großen Maße Bowyer zu verdanken, der besonders im Zusammenspiel mit dem ebenso erfahrenen Barry Ferguson Akzente setzte. Mit seinen drei Siegtreffern innerhalb von vier Spielen Ende November und Anfang Dezember 2009 katapultierte sich die Mannschaft auf einen komfortablen Mittelfeldplatz und nach einer zwischenzeitlichen Serie von 15 Pflichtspielen ohne Niederlage – davon zwölf Ligapartien – landete Birmingham City auf dem neunten Rang, der besten Platzierung des Vereins seit einem halben Jahrhundert.
In der folgenden Saison 2010/11 gewann Bowyer mit dem Ligapokal die erste bedeutende Trophäe in seiner Laufbahn, nachdem im Finale das favorisierte FC Arsenal mit 2:1 besiegt wurde. In der Premier League hingegen konnten die Vorjahreserfolge nicht fortgeführt werden und so fand sich Birmingham City frühzeitig im Kampf um den Klassenerhalt wieder, der am Ende zum Abstieg in die zweitklassige Football League Championship führte. Aufsehen erregte Bowyer zudem im Januar 2011 mit einem Tritt gegen Arsenals Bacary Sagna in Richtung Achillessehne, der erst mittels TV-Analyse sichtbar und für den Bowyer schließlich für drei Spiele gesperrt wurde.

#### Ipswich Town (seit 2011)
Im Juli 2011 wechselte Bowyer ablösefrei zum Zweitligisten Ipswich Town und unterzeichnete dort einen Einjahresvertrag. Anschließend beendete er seine Spielerlaufbahn, um sich fortan mehr dem aktiven Golfsport zu widmen und dazu eine Trainerkarriere im Fußball anzuvisieren.

### Englische Nationalmannschaft
Zwischen 1995 und 2000 bestritt Bowyer 13 Länderspiele für die englische U-21-Auswahl und galt aufgrund seines Talents als vielversprechende Hoffnung für die künftige Mittelfeldformation der A-Nationalmannschaft. Besonders durch seine beständig gute Form in der Saison 2000/01 spielte er sich in den Fokus der A-Nationalmannschaft, nachdem er bereits im März 1997 gegen Mexiko erstmals für die „Three Lions“ nominiert worden war. Dass er bei den „Three Lions“ schließlich nicht berücksichtigt wurde, lag vor allem in den Jahren 2000 und 2001 an einem schwebenden Gerichtsverfahren, dem sich unter anderem Bowyer nach einem tätlichen Angriff auf einen asiatischen Studenten stellen musste, und der Entscheidung des englischen Fußballverbands, bis zur endgültigen Klärung der Angelegenheit auf ihn zu verzichten.
Nach Bowyers Freispruch berief der damalige Trainer Sven-Göran Eriksson Bowyer erneut in den Kader und ermöglichte ihm im September 2002 das Debüt in einem Freundschaftsspiel gegen Portugal. Dort bereitete er zwar einen Treffer seines Vereinskameraden Alan Smith vor, aber dieses erste A-Länderspiel war für Bowyer gleichzeitig der letzte Auftritt für England.

## Trainerkarriere
Bowyer kehrte im Januar 2017 zu seinem Jugendklub Charlton Athletic zurück und agierte in den folgenden Monaten als Assistenz-Übungsleiter, bevor er im Juli 2017 zum Assistenz-Trainer aufstieg. Im März 2018 wurde Lee Bowyer interimistisch zum Cheftrainer befördert, nachdem Karl Robinson den Klub verlassen hatte. Bowyer führte seine Mannschaft in die Aufstiegs-Play-offs, in denen das Team aber im Halbfinale an Shrewsbury Town scheiterte. Auch zur folgenden Saison war Bowyer weiterhin Interims-Trainer, da Klub-Eigentümer Roland Duchâtelet versuchte, den Verein zu verkaufen. Anfang September 2018 wurde Bowyer schließlich als Cheftrainer mit einem Vertrag bis Saisonende ausgestattet.
In seiner ersten Saison führte er den Klub in den Aufstiegs-Play-offs gegen den AFC Sunderland zu einem 2:1-Finalsieg im Wembley-Stadion und dem damit verbundenen Aufstieg in die EFL Championship. Dort blieb das Team zu Saisonbeginn sechs Partien ungeschlagen, rutschte in der Folge aber ab und stand am 37. Spieltag erstmals kurzzeitig auf einem Abstiegsplatz. Weil man auch an den letzten sieben Spieltagen ohne Sieg blieb, rutschte man am letzten Spieltag erneut auf einen Abstiegsplatz und stieg als Drittletzter direkt wieder ab. In der Saison 2020/21 befand sich das Team erneut im Aufstiegskampf, als Bowyer Mitte März 2021 seinen Rücktritt erklärte. Bereits zwei Tage später wurde er als neuer Trainer des abstiegsgefährdeten Zweitligisten Birmingham City vorgestellt und unterzeichnete einen Vertrag bis Mitte 2023. Nach dem erfolgreichen Klassenerhalt fand sich das Team nach einem guten Start auch in der Saison 2021/22 in den unteren Tabellenrängen, und schloss die Saison auf dem 20. Tabellenrang, ohne ernstlich in Abstiegsgefahr geraten zu sein. Nach zwei Wochen Saisonvorbereitung wurde Bowyer Anfang Juli 2022 entlassen und verließ gemeinsam mit Torwarttrainer Andy Marshall den Klub. Im Mai 2022 hatte bereits sein Co-Trainer Mark Kennedy den Klub verlassen, ohne dass in der Folge Ersatz verpflichtet wurde.

## Skandale/Kontroversen
Bowyers Laufbahn wurde von vielen Skandalen begleitet. Bereits im Alter von 17 Jahren wurde ihm und Teamkollegen Dean Chandler bei einer Dopingkontrolle der Konsum von Cannabis nachgewiesen, weswegen er gesperrt wurde. Kurz nach seinem Transfer zu Leeds United wurden ihm rassistische Äußerungen zur Last gelegt – laut Bericht des Daily Mirror soll Bowyer gegenüber einer Bedienung in einem Fast-Food-Restaurant geäußert haben: „Ich will nicht von einem Paki bedient werden!“. Beim Spiel zwischen Leeds und Tottenham Hotspur führte ein Foul Bowyers gegen Stephen Clemence zu einer Massenschlägerei zwischen beiden Teams. Beide Clubs mussten für den Vorfall 150.000 Pfund zahlen. In derselben Saison wurde Bowyer für ein Spiel gesperrt und musste 4.000 Pfund zahlen, da er der erste Premier-League-Spieler war, der in einer Saison 14 gelbe Karten erhielt.
Nachdem bei einer Schlägerei in einem Nachtklub in Leeds im Januar 2000 ein asiatischer Student schwere Verletzungen davongetragen hatte, wurde Bowyer – wie auch sein Mannschaftskollege Jonathan Woodgate – der schweren Körperverletzung beschuldigt. Das Gerichtsverfahren endete im Dezember 2001 mit Bowyers Freispruch; vor einem eventuellen Zivilprozess stimmte Bowyer im Jahr 2005 einem Vergleich gegen eine Zahlung von 170.000 Pfund zu, wobei Bowyer betonte, damit kein Schuldeingeständnis zu implizieren.
Auch während seiner Zeit bei Newcastle machte er wiederholt Schlagzeilen, zum Beispiel als er und Teamkollege Kieron Dyer sich auf dem Platz prügelten. Sie wurden beide vom Platz gestellt und für drei Spiele gesperrt. Darüber hinaus wurde Bowyer im Gegensatz zu Dyer vom Club für sechs Wochen gesperrt und musste 250.000 Pfund bezahlen, da ihm zur Last gelegt wurde, die Schlägerei begonnen zu haben.

## Titel/Auszeichnungen
- Englischer Ligapokal (1): 2011